# Xyris concinna
Xyris concinna är en gräsväxtart som beskrevs av Nicholas Edward Brown. Xyris concinna ingår i släktet Xyris och familjen Xyridaceae. Inga underarter finns listade i Catalogue of Life.